# 聯邦大橋
邦聯大橋（英語：Confederation Bridge）位於加拿大諾森伯倫海峽，長達12.9公里，為連接愛德華王子島與兩省之間的混凝土箱式梁橋，1997年5月31日正式通車。
該橋是貫穿加拿大東西的横加公路的一部分，設雙線車道，無分隔帶，車道寬3.75米，並禁止超車，每側有路肩，寬1.75米。通常限速每小時80公里，以此速率通行，過橋需約10分鐘。
諾森伯倫海峽築橋之議，可追溯至1870年代，但一直未實現。1910年代開始，海峽渡輪開始行駛。1912年，聯邦政府引進汽車渡輪（car ferry）。1993年秋，大橋開始興建，1997年完工通車，渡輪則在同年夏天終止。現時，聯邦大橋實施單向收費。只有在離開愛德華王子島時要繳費。2005年之前，一般汽車繳交39.00加拿大元，摩托車繳交15.50加拿大元。2005年起，汽車繳交39.50加拿大元，摩托車繳交15.75加拿大元。2006年起，汽車繳交40.50加拿大元，摩托車繳交16.25加拿大元。禁止行人及自行車過橋，但有全天候區間公共汽車服務，等待時間通常在2小時以下。2005年爲止，區間公共汽車服務雙向免費。2006年起，區間公共汽車服務在離開愛德華王子島時單向收費，行人繳交4.00加拿大元，自行車繳交8.00加拿大元。

## 外部連結
- （英文）（法文）